# Sátira sobre a Falsa Perspectiva

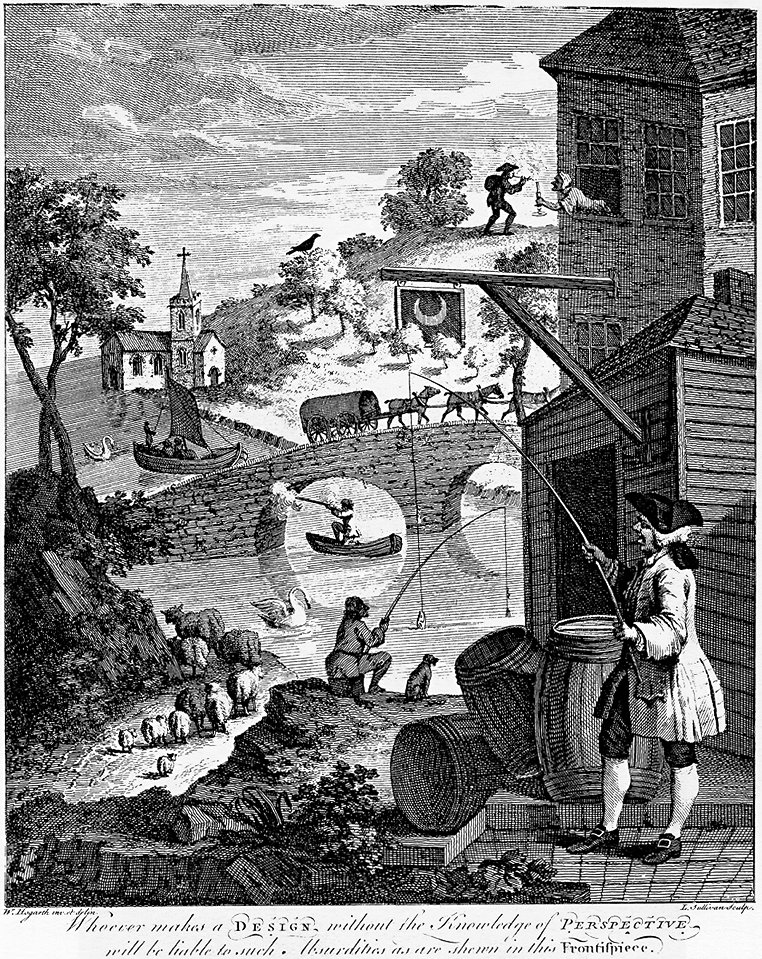
Sátira sobre a Falsa Perspectiva (1754).

Sátira sobre a Falsa Perspectiva é o título de uma gravura produzida por William Hogarth em 1754 para o panfleto de John Joshua Kirby, tratando de perspectiva linear, intitulado Dr. Brook Taylor's Method of Perspective made Easy both in Theory and Practice. No subtítulo da gravura, consta claramente o seu intento:
| “ | Whoever makes a DESIGN without the Knowledge of PERSPECTIVE will be liable to such Absurdities as are shewn in this Frontiſpiece. | ” |

Tradução:
| “ | Quem faz um projeto sem o conhecimento da perspectiva estará passível de absurdos como é mostrado neste frontispício. | ” |

## Conteúdo
A gravura mostra uma cena que fornece alguns exemplos deliberados de efeitos confusos e mal-entendidos de perspectiva. Embora os elementos individuais sejam auto-consistentes, a cena em si constitui um exemplo de objeto impossível.

### Lista de "erros"
Os “erros” mais visíveis na cena são os três ou quatro primeiros, dentre os listados abaixo:
- O homem com a linha da vara de pesca no primeiro plano passa-a além do homem que está a sua frente.
- A flâmula está ancorada em dois edifícios, um a frente do outro, por meio de vigas que não apresentam nenhuma diferença de profundidade.
- A flâmula está sobreposta por duas árvores distantes.
- O homem subindo o morro acende seu cachimbo com o candelabro da mulher que se inclina para fora da janela no andar superior.
- O corvo sobre a árvore apresenta um tamanho desproporcional.
- A igreja aparece de frente para o rio. As duas extremidades delas são visíveis ao mesmo tempo.
- O horizonte à esquerda na água diminui abruptamente.
- O homem dentro do barco atira para o horizonte do outro lado - o que é impossível, já que ele está numa posição que só pode acertar os pilares da ponte.
- A extremidade direita do arco da ponte, acima do barco, atinge a superfície do rio numa posição mais distante do observador, do que a extremidade esquerda.
- O edifício de dois andares, embora visto de baixo, mostra o topo do telhado - como ocorre com a torre da igreja ao longe.
- O barril mais próximo ao pescador do primeiro plano revela seu topo e a parte inferior simultaneamente.
- A calçada sobre a qual se encontra o pescador do primeiro plano convergem ao observador da imagem, dando a impressão de que ele está prestes a escorregar.
- Uma árvore cresce fora do topo da ponte, ainda a impressão do observador seja o contrário.
- Ao fundo, o cisne é maior do que os tripulantes no interior de um barco.
- As ovelhas crescem em escala à medida que se afastam.
- As árvores sobre a flâmula diminuem à medida que se aproximam.
- O sentido do lado mais próximo do primeiro edifício é alterado no meio da parede, redirecionando-se para baixo do edifício.

## Ensino da perspectiva
Até o tratado de Brook Taylor sobre perspectiva linear, publicado em 1715, os artistas aprendiam regras de perspectiva através de trabalhos anteriores de artistas famosos, ao invés da matemática por trás dos métodos. Hogarth reconstituiu a St. Martin's Lane Academy em 1735 para remediar parcialmente a lacuna nesta área de estudos, convidando seu amigo Kirby a se ocupar do ensino de perspectiva; só mais tarde, com a publicação de seu panfleto, ficou famoso o suficiente para receber uma nomeação régia de professor de perspectiva.